# Flavi Teodosi el Vell
Flavi Teodosi el Vell (llatí: Flavius Theodosius; grec antic: Θεὸδοσιος) va ser un general molt capaç de l'Imperi Romà d'Occident a les ordres de Valentinià I. D'ell va sorgir una línia d'emperadors romans, i va ser el pare de Teodosi el Gran

## Campanyes militars

### Campanya a Bretanya
Després d'haver adquirit una gran reputació militar, quan els pictes i els escots van atacar Britànnia travessant el mur d'Antoní i van arribar fins a Kent, Valentinià I el va enviar contra ells. Teodosi va embarcar a Boulogne-sur-Mer amb les seves tropei i tropes auxiliars d'hèruls, batavis, i altres pobles germànics i va desembarcar a Sandwich. En el seu camí cap a Londínium va derrotar diversos grups invasors, i els ciutadans, que patien per la seva seguretat, van rebre'l amb gran alegria a dins dels seus murs. Va iniciar les seves operacions contra els invasors i en dues campanyes va expulsar els enemics de la zona romana. Va conduir els caledonis al nord de l'illa i va formar una nova província o divisió al nord de Britànnia que s'anomenà Valentia o Valentiniana, en honor de l'emperador, situada entre el Mur d'Adrià i el Mur d'Antoní. Ammià Marcel·lí parla d'aquestes campanyes. Segons Claudi Claudià Teodosi va perseguir també als enemics de Roma pels mars tempestuosos del nord, i va arribar a les illes Òrcades i fins i tot a Tule, perseguint els pictes i els saxons.
Al seu retorn de Britànnia, Teodosi el vell va ser recompensat pels seus serveis amb el càrrec de Mestre de la cavalleria, i enviat a l'alt Danubi va derrotar els alamans.

### Campanya a l'Àfrica
L'any 372, Firm, un dels reis més importants del nord d'Àfrica, aliat dels romans, es va aixecar contra Roma i Teodosi, per ordre de l'emperador, va anar a combatre'l, a finals del 372 o a principis del 373. Firm va saquejar Cesarea de Mauritània i es va apoderar de Mauritània i Numídia. Teodosi va arrestar el procònsol (comes), ja que la seva mala administració va ser un dels motius de la revolta. La campanya va ser llarga, les dificultats del terreny impedien atacs frontals a les tropes romanes, i Teodosi i Firm van establir negociacions diverses vegades. Finalment Firm, davant de la superioritat romana, es va refugiar a la cort d'Igmazen, de la que no en sabem la situació, i Teodosi va demanar que li fos lliurat immediatament. Firm, veient que el rei l'anava a lliurar als romans, es va suïcidar mentre els seus guardians, emborratxats per ell, dormien, penjant-se d'una biga. Van lliurar el cos a Teodosi, que va tornar cap a Sitifis.

## Mort
En el regnat de Valent, Teodosi va ser decapitat a Cartago, a començaments de l'any 376, sense que se'n sàpiguen les causes.